# All Fall Down (The Sound)
All Fall Down, pubblicato nel 1982, è il terzo album dei The Sound. 

## Produzione
La difficoltà ad assurgere a una vera popolarità non impedì alla band di seguire il proprio percorso artistico senza compromessi e così il nuovo album si distaccò sensibilmente dallo stile presentato dalla band nei precedenti due, caratterizzandosi per l'asperità delle linee melodiche e per la maggiore presenza di suoni elettronici, compreso l'uso della drum machine. Questo cambio di direzione, tuttavia, non era certo quello che si aspettava la WEA, che invece avrebbe voluto un album molto più accessibile per dare una svolta alle vendite del gruppo, e determinò la rottura del rapporto con la major, che per ripicca non fece alcuna promozione al disco e quasi non voleva pubblicarlo.

## Tracce
1. All Fall Down – 2:28
2. Party of the Mind – 3:56
3. Monument – 5:07
4. In Suspense – 4:04
5. Where the Love Is – 4:09
6. Song and Dance – 3:56
7. Calling the New Tune – 3:30
8. Red Paint – 3:15
9. Glass and Smoke – 6:53
10. We Could Go Far – 4:20

L'album è stato ristampato nel 2002 dalla Renascent Records in una versione rimasterizzata, con l'aggiunta di tre brani inediti:
1. The One and a Half Minute Song – 1:32
2. Sorry – 4:34
3. As Feeling Dies – 4:38

## Formazione
- Adrian Borland - chitarra, voce
- Michael Dudley - batteria
- Graham Bailey - basso
- Max Mayers - tastiere